# Gaston de Galliffet
Gaston Alexandre Auguste de Galliffet (París, 23 de enero de 1830 - 9 de julio de 1909) fue un aristócrata, militar y político francés. Candidato a la Presidencia de la III República en 1879, fue gobernador militar de París (1880) y Ministro de la Guerra (1899-1900) bajo la presidencia de Waldeck-Rousseau. Marqués de Galliffet y príncipe de Martigues, durante su carrera militar participó en varios de los frentes de guerra más relevantes de la historia de Francia durante el siglo XIX, como la Guerra de Crimea, la ocupación de Argelia, la expedición de México, o la Guerra Franco-prusiana. Durante el sitio de Puebla en 1863 fue gravemente herido, y sometido a cautiverio durante la batalla de Sedán en 1870. De Galliffet, al frente de una brigada de caballería, se distinguió por la dureza con que se aplicó en la represión de la insurgencia durante los episodios de la Comuna de París, siendo por ello rechazado por la opinión pública de izquierdas. Fue nombrado general de división en  1875, y distinguido como Gran Oficial de la Legión de Honor en 1880, tras haberse presentado como candidato a la Presidencia de la República. Conocido por sus posiciones radicales dentro del republicanismo, fue nombrado Ministro de la Guerra en el momento que se desarrolla el escándalo Affaire Dreyfus siendo encargado de aplicar las medidas de reforma del ejército con las que las autoridades pretendieron poner fin al polémico episodio. En una de sus intervenciones en la Asamblea, fue increpado por diputados socialistas, recordando su reputación ganada tras la represión de la comuna, al grito de «¡Asesino!», que Galliffet respondió con un marcial «¿Asesino?, ¡Presente!». El 29 de mayo de 1900 presentó su dimisión, siendo su obra de reforma militar proseguida por el general Louis André.